# كلية العلوم (جامعة الإسكندرية)
كُلية علوم الإسكندرية (بالإنجليزية: Alexandria faculty of science)‏ هي إحدى كُليات جامعة الإسكندرية، وتَعتبر من الكُليات الحديثة، فقد وضع حَجر الأساس لَها في عهد الملك فاروق الأَول حيث تم إنشاء كُلية علوم الإسكندرية.
أنشئت كلية العلوم بصدور القانون رقم 32 في أغسطس عام 1942م الموافق 19 من رجب عام 1361هـ كواحدة من أولى الكليات التي كانت تضمها جامعة الإسكندرية (فاروق الأول سابقاً) آنذاك، وقد بدأت الدراسة في الكلية في يوم 12 أكتوبر عام 1942 بالسنة الأولى وقسم الدراسة الإعدادية للطب وذلك في المبنى الذي كانت تشغله سابقاً المدرسة العباسية الثانوية بمحرم بك مع كليات الآداب والحقوق والتجارة وقد نقلت الكليات الثلاثة الأخيرة في سنوات 1943، 1944، 1946. وكان لكلية العلوم معهد الكيمياء الصناعية التابع لقسم الكيمياء الذي كان يوجد بمبنى الإعدادي بكلية الهندسة جامعة الإسكندرية والذي أصبح قسم الهندسة الكيميائية بكلية الهندسة في عام 1953، وقد أقامت الجامعة مبنى للدراسة الإعدادية لكليات الطب والصيدلة والأسنان بالشاطبى بجوار كلية الزراعة في عام 1963 تشغله الآن أقسام الكلية المختلفة والتى ضاقت بها مبنى الكلية القديمة بمحرم بك حيث تم تخصيص مكان بجوار كلية الهندسة على طريق الحرية عام 1970 لإنشاء بعض أقسام الكلية حيث تم الانتهاء من مبانى قسم الكيمياء مع بداية العام الدراسى 89، 1990م ويضم ذلك الموقع معامل الفيزياء النووية (الكوكرفت)، بالإضافة إلى مبنى قسم علوم البحار بحى الأنفوشى وتم وضع اساساته وأعمدته في عام 1978 وتم افتتاحه عام 1997. ولقد خصص مبنى سوتر بالمجمع النظرى لمعامل الكيمياء الفيزيائية.

## عن كلية العلوم جامعة الإسكندرية
==
إستراتيجية التعليم والتعلم ===
- رؤية الكلية: تتطلع كلية العلوم جامعة الإسكندرية إلى أن تكون مؤسسة رائدة في مجال التعليم والبحث في العلوم الأساسية والتطبيقية لخدمة المجتمع ومركزا للتميز محلياً وإقليمياً.
- رسالة الكلية:إعداد خريجين ذوى كفاءة عالية في مجال العلوم لتلبية احتياجات سوق العمل بجانب قدرتهم على إجراء بحوث أكاديمية وتطبيقية لدعم التنمية الوطنية. وإيمانا بذلك تلتزم الكلية بتحقيق التميز في التعليم والتعلم من خلال تصميم وعرض برامج مبتكرة، وبناء روابط تعاون وشراكة مع القطاعات المختلفة لضمان فرص عمل للخريجين والاحتفاظ بعلاقة مستمرة معهم وتفعيل دور الكلية كمؤسسة ديناميكية تخدم المجتمع تكنولوجياً وصناعياً واجتماعياً وبيئياً كما تحرص على التعاون الإقليمي والدولي.

#### المسمى الوظيفي لخريج كلية العلوم
يختلف المسمى الوظيفي لخريج كلية العلوم اعتمادا على مجال التخصص الذي اختاره، بمجرد حصوله على درجة البكالوريوس في العلوم يتم تقيده ب نقابة المهن العلمية بشعبة الاختصاص طبقا لأحكام المواد 6، 11 من القانون 80 لسنة 69 والمعدل بالقانون 120 لسنة 83، ورفضت النقابة مؤخرا ضم خريجي كليات العلوم الطبية (تكنولوجية العلوم الصحية حاليا) لتحول مسارها الأكاديمي لمسار الفنى أو التكنولوجي المساعد.

## شروط الإلتحاق بالكلية[3]
تقبل كلية العلوم جامعة الإسكندرية الطلاب الحاصلين على الثانوية العامة (شعبتي الرياضيات والعلوم) والشهادات العربية والأجنبية المعادلة لها وفقاُ لشروط القبول التي يحددها المجلس الأعلى للجامعات ويكون التقدم للكلية عن طريق مكتب التنسيق.
يلتحق طالب المستوى الأول المستجد بإحدى الشعب الثلاثة الآتية:
- شعبة العلوم البيولوجية (يلتحق بها طلاب شعبة الثانوية العامة العلوم)
- شعبة العلوم الطبيعية (يلتحق بها طلاب شعبة الثانوية العامة الرياضيات)
- شعبة العلوم الجيولوجية (يلتحق بها طلاب شعبتي الثانوية العامة الرياضيات أو العلوم)

و يجوز لمجلس الكلية قبول الحاصلين على درجة البكالوريوس أو ما يعادلها من خريجي الكليات العلمية الأخرى والمعاهد العليا الخاصعة لقنون تنظيم الجامعات للدراسة بمرحلة البكالوريوس في التخصص المناسب ويجوز قبول خريجي كليات العلوم في تخصص أخر غير الذي تخرج منه طالب القبول ولا يدخل في الحساب التراكمي ولا تتم معادلة المقررات التي درسها الخريج تمشياً مع مبدأ تكافؤ الفرص.

## الأقسام العلمية[3]
تتكون كلية العلوم جامعة الإسكندرية من الأقسام العلمية التالية:
1. قسم الرياضيات وعلوم الحاسب الآلي.
2. قسم الفيزياء.
3. قسم الكيمياء.
4. قسم النبات والميكروبيولوجيا.
5. قسم علم الحيوان.
6. قسم الجيولوجيا.
7. قسم الكيمياء الحيوية.
8. قسم علوم البيئة.
9. قسم علوم البحار.

| الشعبة            | القسم                        | التخصصات المتاحة للشعبة والقسم | التخصصات المتاحة للشعبة والقسم |
| ----------------- | ---------------------------- | ------------------------------ | ------------------------------ |
| الشعبة            | القسم                        | التخصص                         | Specialization                 |
| العلوم الطبيعية   | الرياضيات وعلوم الحاسب الآلي | 1. الرياضيات                   | Mathematics                    |
| العلوم الطبيعية   | الرياضيات وعلوم الحاسب الآلي | 2. الإحصاء                     | Statistics                     |
| العلوم الطبيعية   | الرياضيات وعلوم الحاسب الآلي | 3. علوم الحاسب الآلي           | Computer Science               |
| العلوم الطبيعية   | الفيزياء                     | 4. الفيزياء                    | Physics                        |
| العلوم الطبيعية   | الفيزياء                     | 5. الفيزياء الحيوية            | Biophysics                     |
| العلوم الطبيعية   | الكيمياء                     | 6. الكيمياء                    | Chemistry                      |
| العلوم الطبيعية   | علوم البحار                  | 7. علوم البحار الفيزيائية      | Physical Oceanography          |
| العلوم البيولوجية | الكيمياء                     | 1. الكيمياء                    | Chemistry                      |
| العلوم البيولوجية | النبات والميكروبيولوجيا.     | 2. النبات                      | Botany                         |
| العلوم البيولوجية | النبات والميكروبيولوجيا.     | 3. الميكروبيولوجيا             | Microbiology                   |
| العلوم البيولوجية | النبات والميكروبيولوجيا.     | 4. التقنية الحيوية             | Biotechnology                  |
| العلوم البيولوجية | علم الحيوان                  | 5. علم الحيوان                 | Zoology                        |
| العلوم البيولوجية | علم الحيوان                  | 6. علم الحشرات                 | Entomology                     |
| العلوم البيولوجية | علم الحيوان                  | 7. البيولوجيا الجزئية          | Molecular Biology              |
| العلوم البيولوجية | علوم البحار                  | 8. علوم البحار العامة          | General Oceanography           |
| العلوم البيولوجية | الكيمياء الحيوية             | 9. الكيمياء الحيوية            | Biochemistry                   |
| العلوم البيولوجية | علوم البيئة                  | 10. علوم البيئة                | Environmental Sciences         |
| العلوم الجيولوجية | الجيولوجيا                   | 1. الجيولوجيا                  | Geology                        |
| العلوم الجيولوجية | الجيولوجيا                   | 2. الجيوفيزياء                 | Geophysics                     |
| العلوم الجيولوجية | علوم البحار                  | 3. علوم البحار العامة          | General Oceanography           |
| العلوم الجيولوجية | الكيمياء                     | 4. الكيمياء                    | Chemistry                      |

## البرامج العلمية العامة والخاصة بكلية العلوم جامعة الإسكندرية[3]
. البرامج العامة:
الدرجة العامة (المزدوجة):
بعد انتهاء المستوى الأول يقوم الطالب بتسجيل رغباته في التنسيق الداخلي للبرامج العامة (المزدوجة) المتاحة في جدول (ب) للشعبة المقيد بها، ويدرس الطالب تخصصين احدهما رئيسي والآخر فرعي وتكون 70% من دراسة الطالب من مقررات التخصص الرئيسي و 30% من مقررات التخصص الفرعي.
شروط التسجيل للدرجة العامة:
1. ان يكون الطالب قد اجتاز 26 ساعة من متطلبات الكلية و 6 ساعات من متطلبات الجامعة أي 32 ساعة في المستوى الأول.

الدرجة الخاصة (المنفرد):
بعد انتهاء الترم الرابع للطالب يتاح للطالب ان يسجل في تنسيق الدرجة الخاصة، حيث يكون 100% من دراسة الطالب من مقررات التخصص الرئيسي فقط.
شروط التسجيل للدرجة الخاصة:
1. أن يكون الطالب قد أنهى على الأقل أربعة فصول دراسية دون الرسوب في أي من متطلبات الكلية أو التخصص
2. أن يكون معدله التراكمي العام 3.33 على الأقل
3. أن يكون قد اجتاز على الأقل 26 ساعة معتمدة من مقررات التخصص الرئيسي بمعدل لا يقل عن 3
4. موافقة مجلس القسم المختص في ظل العدد المتقدم من الطلبة وما يناسب إمكانيات القسم
5. يتم رفض طلبات التحويل للدرجة الخاصة بشكل تلقائي في حالة وجود طلب تحويل مسار في نفس الفصل الدراسي

| القسم                                      | الدرجة | البرامج                   | البرامج                   |
| القسم                                      | الدرجة | التخصص الرئيسي            | التخصصات الفرعية المقابلة |
| ------------------------------------------ | ------ | ------------------------- | ------------------------- |
| قسم الرياضيات وعلوم الحاسب الآلي           | العامة | 1. الرياضيات              | علوم الحاسب الآلي         |
| قسم الرياضيات وعلوم الحاسب الآلي           | العامة | 2. الإحصاء                | علوم الحاسب الآلي         |
| قسم الرياضيات وعلوم الحاسب الآلي           | العامة | 3. علوم الحاسب الآلي      | الإحصاء                   |
| قسم الرياضيات وعلوم الحاسب الآلي           | الخاصة | 4. الرياضيات              | -                         |
| قسم الرياضيات وعلوم الحاسب الآلي           | الخاصة | 5. علوم الحاسب الآلي      | -                         |
| قسم الفيزياء                               | العامة | 1. الفيزياء               | الكيمياء                  |
| قسم الفيزياء                               | العامة | 2. الفيزياء الحيوية       | الكيمياء                  |
| قسم الفيزياء                               | الخاصة | 3. الفيزياء               | -                         |
| قسم الكيمياء                               | العامة | 1. الكيمياء               | الفيزياء                  |
| قسم الكيمياء                               | العامة | 2. الكيمياء               | الميكروبيولوجيا           |
| قسم الكيمياء                               | العامة | 3. الكيمياء               | الكيمياء الحيوية          |
| قسم الكيمياء                               | العامة | 4. الكيمياء               | علوم البيئة               |
| قسم الكيمياء                               | الخاصة | 5. الكيمياء               | -                         |
| قسم النبات والميكروبيولوجيا                | العامة | 1. النبات                 | الكيمياء                  |
| قسم النبات والميكروبيولوجيا                | العامة | 2. الميكروبيولوجيا        | الكيمياء                  |
| قسم النبات والميكروبيولوجيا                | العامة | 3. التقنية الحيوية        | الكيمياء                  |
| قسم النبات والميكروبيولوجيا                | الخاصة | 4. النبات                 | -                         |
| قسم النبات والميكروبيولوجيا                | الخاصة | 5. الميكروبيولوجيا        | -                         |
| قسم علم الحيوان                            | العامة | 1. علم الحيوان            | الكيمياء                  |
| قسم علم الحيوان                            | العامة | 2. علم الحشرات            | الكيمياء                  |
| قسم علم الحيوان                            | العامة | 3. البيولوجيا الجزئية     | الكيمياء                  |
| قسم علم الحيوان                            | الخاصة | 4. علم الحيوان            | -                         |
| قسم الجيولوجيا                             | العامة | 1. الجيولوجيا             | الكيمياء                  |
| قسم الجيولوجيا                             | العامة | 2. الجيولوجيا             | الجيوفيزياء               |
| قسم الجيولوجيا                             | العامة | 3. الجيوفيزياء            | الجيولوجيا                |
| قسم علوم البحار                            | العامة | 1. علوم البحار العامة     | الكيمياء                  |
| قسم علوم البحار                            | العامة | 2. علوم البحار العامة     | الجيولوجيا                |
| قسم علوم البحار                            | العامة | 3. علوم البحار الفيزيائية | الفيزياء                  |
| قسم علوم البحار                            | الخاصة | 4. علوم البحار العامة     | -                         |
| قسم الكيمياء الحيوية                       | العامة | 1. الكيمياء الحيوية       | الكيمياء                  |
| قسم الكيمياء الحيوية                       | الخاصة | 2. الكيمياء الحيوية       | -                         |
| قسم علوم البيئة                            | العامة | 1. علوم البيئة            | الكيمياء                  |
| قسم علوم البيئة                            | الخاصة | 2. علوم البيئة            | -                         |
| إجمالي عدد البرامج للأقسام = 33 برنامج عام |        |                           |                           |

2. البرامج الخاصة:
تضم كلية العلوم جامعة الإسكندرية  اربعة برامج خاصة والتي لها لائحة مختلفة عن لائحة البرامج العامة وهم كالأتي:
- برنامج صناعة البرمجيات والوسائط المتعددة (Software Industry & Multimedia) [SIM] [4]
و هو برنامج يختص بدراسة البرمجيات والميديا وهو أول برنامج في مصر يجمع بين هذين المجالين، ويتم التدريس في البرنامج مقررات من عدة مجالات مختلفة مثل - Software Engineering - Game Programming and Designing - Multimedia - Sound Engineering - Data science - Artificial Intelligence - Machine learning - Intelligent Systems
- برنامج الميكروبيولوجيا الصناعية والكيمياء التطبيقية (Industrial Microbiology and Applied Chemistry) [IMAC][5]تم إنشاء هذا البرنامج لأول مرة في مصر بجامعة الإسكندرية في عام ٢٠١٢ وهو البرنامج الوحيد الموجود بمصر، يعتبر هذا القسم الوحيد بمصر الذي يجمع بين الميكروبيولوجى الصناعية والكيمياء التطبيقية مما يتيح لخريجى هذا البرنامج فرص عمل في العديد من المجالات الصناعية كالصناعات الغذائية والادوية والبترولية والكيماويات وغيرها بالإضافة للبحوث العلمية، وتكون 50% من المقررات التي يدرسها الطالب من مقررات الكيمياء التطبيقية و ال50% الاخرون من مقررات الميكروبيولوجيا، ويمنح الخريج شهادة بكالوريوس العلوم تخصص ميكروبيولوجيا الصناعية والكيمياء التطبيقية.
- برنامج الأسكندرية لجيولوجيا البترول (Alexandria Petroleum Geology Program) [APGP][6][7]برنامج جيولوجيا البترول هو أول برنامج جديد في كلية العلوم جامعة الإسكندرية، تم إضافة البرنامج ضمن اللائحة الداخلية لكلية العلوم وفقاً للقرار الوزاري رقم 2805 بتاريخ 16/10/2007م، علي أن يتم العمل بالبرنامج بنظام الساعات المعتمدة، لقد تم إنشاء هذا البرنامج لأول مرة في مصر بجامعة الإسكندرية تبعتها جامعة القاهرة وهما البرنامجان الوحيدان الموجودان في مصر وقد روعي عند تأسيس هذا البرنامج أن يكون هناك مرجع يمكن الاعتماد عليه من الجامعات العالمية وقد اختير برنامج جامعة ابردين Aberdeen بإسكتلندا ليكون هو المرجع الأساسي.يسعى برنامج إسكندرية للبترول أن يكون معترفاً به عالميا كرائد في مجال تعليم جيولوجيا وجيوفيزياء البترول وقادرا على إمداد سوق العمل بالكوادر والكفاءات العالية اللازمة لهذا المجال، ويعتبر التبادل والتكامل مع شركات البترول جزء رئيسي من الخطة الدراسية للبرنامج حيث يقوم خبراء من هذه الشركات بالمشاركة في العملية التدريسية خاصة في الجزء التطبيقي بما يتضمن أن تكون المقررات الدراسية دائمة التحديث والتطوير. ويتضمن البرنامج أيضا العمل الحقلي والتدريب العملي للطلاب في شركات البترول المختلفة. والسؤال الذي يطرح نفسه بإلحاح هو كيف يكون البرنامج مصدر جذب وقبول للطلاب عالية المستوى؟؟. ولن يتأتى هذا إلا من خلال جهود مضنية للتحديث الدائم للبرنامج بحيث تكون خطته على المسار الصحيح بما يلقى استحواذ وقبول المؤسسات البترولية وأصحاب العمل. يتم بالبرنامج دراسة كل مايتعلق بالبحث والتنقيب عن البترول والغازولقد تم وضع سلسلة من المقررات في مجالات عديدة من فروع الجيولوجيا والجيوفيزياء التطبيقية مثل علم الرسوبيات – علم الطبقات – الطرق الجيوفيزيائية الزلزالية والغيرزلزالية – بتروفيزياء الصخور وتقييم التكاوين – التقييم الجيوكيميائي – تحليل التراكيب الجيولوجية – جيولوجية مشاهدة الآبار- جيوكيمياء البترول - نمذجة ومحاكاة الخزان – تحليل حوضي - تقييم الإستكشافات - هندسة الخزانات - هندسة الحفر. وعلى الرغم من أن المحتوى الفني والتقنى للبرنامج واسع النطاق ومكثف، فانه لا يمكن تجاهل الحاجة إلى تنمية وتعزيز المهارات الشخصية للطالب من خلال مجموعة من المقرارات المنتقاة والتى لها بالغ الأثر في ثقل العديد من الجوانب الشخصية للخريج والتى تكسبه قدرة تنافسية كبيرة في سوق العمل.

برنامج تطبيقات الكيمياء الحيوية و البيولوجية الجزيئية “ABMB”
Applied biochemistry and molecular biology 
هو قسم جديد لأول مرة بجامعة الاسكندرية تم افتتاحه في العام الدراسي ٢٠٢٣/٢٠٢٤ و يضم كوادر مميزة من المحاضرين و الاساتذة .  يتميز الخريجين بإجراء نوعيات متطورة من الفحوص الكيميائية و الميكروبية و الجزيئة . يتم بناء مهارات الطلاب لتسمح لهم بشغل الوظائف التنافسية في معاهد الابحاث العلمية و مراكز صناعات الادوية و مستحضرات التجميل . يتم اعداد خريجين مؤهلين لتطبيق نوعيات متطورة من التحليلات الطبية و الجزيئية و البصمات الوراثية و يساهم الطلاب بعد التخرج في انشطة مشروع الجينوم المرجعي للمصريين .
بعض الامثلة من جهات عمل الخريجين :
١-معامل تحاليل البيولوجيا الجزئى و الطبية 
٢- مراكز الحقن المجهري 
٣- معامل الادلة الجنائية 
٤- شركات مياه الشرب 
٥- معامل التحاليل الخاصة بالصادرات و الواردات 
٦- شركات صناعات الادوية و مستحضرات التجميل .

## مبانى الكلية[1]
- مبنى محرم بك: يشمل المقر الرئيسي للكلية، ويدرس به طلاب السنوات النهائية لبعض التخصصات، ويضم المبنى المعامل التابعة لأقسام الرياضيات والطبيعة والجيولوجيا وعلم النبات وعلم الحيوان والكيمياء الحيوية.
- مبنى الشاطبى: يقع بشارع أفلاطون ويحوي المباني التي أنشئت في بداية الستينات، ويخصص المبنى لدراسة السنوات الأولى والإعداديات، ويضم وحدة الحاسب الآلي ووحدة الميكروسكوب الإلكتروني.
- مبنى طريق الحرية: كان يقع بطريق الحرية، وضم قاعات للمحاضرات والمعامل التابعة لقسم الكيمياء، ودرس بالمبنى جميع طلاب قسم الكيمياء، وقد تم هدم المبني عام ٢٠١٩م على أن يتم إحياء بنائه مرة أخرى.
- مبنى الأنفوشي: يطل على الميناء الشرقي بجوار نادى اليخت، ويضم قاعات المحاضرات والمعامل التابعة لقسم علوم البحار.

## وصلات خارجية
- الموقع الرسمي